# Redding (California)
Redding è una località degli Stati Uniti d'America, capoluogo della contea di Shasta, nello Stato della California.